# Iglesia de Jesucristo Cristiano
La Iglesia de Jesucristo Cristiano (en inglés estadounidense: Church of Jesus Christ-Christian) es una iglesia defensora de la identidad cristiana y del supremacismo blanco estadounidense, fundada en 1946 por el organizador y miembro del Ku Klux Klan, el reverendo Wesley A. Swift en Lancaster, California. Swift era el hijo de un ministro de la Iglesia Metodista Episcopal del Sur y es considerado como una figura importante en los primeros años del movimiento de la identidad cristiana en los Estados Unidos de América. El trabajo y los derechos de autor de la obra del reverendo Swift son mantenidos por el ministerio cristiano Kingdom Identity Ministries.

## Historia
La iglesia era conocida originalmente como la Congregación Cristiana Anglosajona de Lancaster, California, y asumió su nombre actual en 1957.
El nombre de la iglesia sirve para dar a conocer a los fieles el hecho de que Jesús era cristiano.
Después de la muerte de Wesley Swift en 1970, el ministerio fue continuado por su esposa, la señora Lorraine Swift. Roy Gillaspie y Arnold Murray ocuparon puestos de liderazgo en la iglesia, entre los años 1950 y 1970.
En febrero de 2001, los nombres de la Iglesia de Jesucristo Cristiano y del grupo Naciones Arias, fueron transferidos a Victoria y Jason Keenan, cuando los Keenan ganaron una demanda por 6,3 millones de dólares estadounidenses contra estas dos organizaciones, después de ser atacados por soldados y paramilitares del grupo Naciones Arias, el terreno y las instalaciones del grupo Naciones Arias, fueron transferidos a los Keenan. 
En marzo de 2001, los Keenan vendieron el complejo del grupo Nación Aria, a la fundación Carr, con sede en Cambridge, Massachusetts, una organización de defensa de los derechos humanos que planea construir un centro de derechos humanos en la propiedad.
La Iglesia de Jesucristo Cristiano resurgió de nuevo en agosto de 2009, cinco años después de la muerte del pastor Richard Butler, quien reanudó el ministerio religioso después del fallecimiento del pastor Swift. La iglesia actualmente está dirigida por un consejo de administración formado por tres hombres, entre ellos está incluido el pastor Paul R. Mullet.